# Květinov
Květinov (en allemand : Kwietenau) est une commune du district de Havlíčkův Brod, dans la région de Vysočina, en République tchèque. Sa population s'élevait à 235 habitants en 2020.

## Géographie
Květinov se trouve à 7 km au sud-ouest de Havlíčkův Brod, à 20 km au nord-nord-ouest de Jihlava et à 96 km au sud-est de Prague.
La commune est limitée par Hurtova Lhota au nord, par Michalovice à l'est, par Lípa à l'est et au sud, par Herálec au sud-ouest, et par Věž et Krásná Hora à l'ouest.

## Histoire
La première mention écrite de la localité date de 1436.

## Administration
La commune se compose de trois quartiers :
- Květinov
- Kvasetice
- Radňov